# Liliana Gafencu
Liliana Gafencu (n. 12 iulie 1975, Suceava, România) este o canotoare română, triplă laureată cu aur la Atlanta 1996, Sydney 2000 și Atena 2004. A primit titlul de Maestru Emerit al Sportului, iar in 2000 i-a fost conferit Ordinul national „Pentru Merit” în grad de comandor.